# NGC 875
NGC 875 je galaksija u zviježđu Kit.

## Vanjske poveznice
- SEDS: NGC 875